# Adamants letztes Rennen
Adamants letztes Rennen ist ein deutsches Stummfilmmelodram aus dem Jahre 1916 von Max Mack mit Maria Orska und Hugo Flink in den Hauptrollen.

## Handlung
Die noch recht junge Christine Wendeborg hat sich in den eleganten und erfahrenen Lebemann Axel Söderström verliebt, doch ihr besorgter Vater ist intuitiv gegen diese Verbindung. Daher büxt Christine mit ihrem Galan aus, und beide heiraten. Axel erweist sich als ziemlicher Windhund und betrügt seine Gattin, worauf diese wenig später an „gebrochenem Herzen“ stirbt. Christine besaß eine Stiefschwester, die ihr sehr ähnlich sieht. Jahre vergehen, und Söderström hat sich einen erfolgreichen Pferderennstall zugelegt. Als Eva und Axel einander begegnen, verliebt er sich in die scheinbare Wiedergängerin seiner toten Frau.
Eva, die von ihrem Onkel bezüglich des untreuen Luftikus’ gewarnt wurde, sieht nun den Moment gekommen, um Rache an Christines frühzeitigem Tod zu nehmen und heiratet Axel mit dem strategischen Ziel, ihn in den Ruin zu führen. Dies gelingt ihr tatsächlich. Sein letztes Ass im Ärmel, das ausgezeichnete Rennpferd Adamant, sticht ebenfalls nicht, denn dessen letztes Rennen geht für Axel verloren. Der ist nun bankrott und sieht keine andere Möglichkeit mehr, als sich zu erschießen. Erst jetzt erkennt Eva, dass sie diesen Mann aufrichtig lieben gelernt hat und bringt sich infolgedessen ebenfalls um.

## Produktionsnotizen
Adamants letztes Rennen entstand 1916 in den Greenbaum-Ateliers in Berlin-Weißensee. Der Vierakter mit einer Länge von etwa 1400 Metern erhielt Jugendverbot und wurde am 24. November 1916 in Berlins Marmorhaus uraufgeführt.
Die 13-jährige Trude Berliner spielte hier ihre erste nachweisliche Filmrolle.

## Kritiken
In Wiens Neue Kino-Rundschau heißt es: „Dieser Film zeichnet sich auch durch vortreffliches Zusammenspiel der Darsteller aus. Maria Orska vollbringt allein schon eine ganz außerordentliche schauspielerische Leistung.“
Paimann’s Filmlisten resümierte: „Stoff sehr gut (mit Ausnahme der befremdenden Nichterkennung Evas durch Axel). Spiel, Photos und zumeist auch die Szenerie sehr gut.“